# Нов Дойран
Нов Дойран (на македонска литературна норма: Нов Дојран) е село в Северна Македония, част от община Дойран.

## География
Нов Дойран е разположено на западния бряг на Дойранското езеро, на 5 km северно от Стар Дойран.

## История
Селото възниква след Първата световна война. В 2002 година 1100 жители.
| Националност     | Всичко |
| северномакедонци | 1023   |
| албанци          | 11     |
| турци            | 23     |
| роми             | 14     |
| власи            | 0      |
| сърби            | 27     |
| бошняци          | 1      |
| други            | 1      |